# 替生
《替生》（英語：Replace）為台灣導演洪馬克的第一部微電影，於2014年7月完成，為「百大影展計劃」的核心參展作品，目前已經在全球21個國際影展裡累積了48個參展紀錄。
因此片帶來的參展經驗，洪馬克衍生出「在全世界推廣台灣短片」的念頭，並進一步催生出後來的福爾摩沙國際電影節，目前已經進入第四屆，並在全球建立起超過30個國際合作單位。
短片《替生：續篇》的籌備工作如火如荼進行中，預計2022下半年拍攝完成，完整《替生》長篇也已經進入籌備期，預計在2023年開拍。

## 剧情
一對夫婦結婚多年，老婆韓謹竹終於懷孕。因老婆為罕見血型患者，醫生以生產風險極大為由，建議這對夫妻放棄生產，老婆不甘心，堅持懷下小孩。當好不容易平安度過8個月，夫妻倆在生產前夕外出散步，不巧遇到有人跳樓自殺，老婆不巧被自殺者壓到，母親與胎兒雙雙喪命。
確認老婆死亡之後，醫院鼓勵老公宋易勳捐贈器官，因為當天剛好有一名同樣罕見血型的患者需要心臟移植，老公為了完成太太生前遺願，忍痛簽下器官捐贈同意書，根據法律規定，器官捐贈出去就不能再追蹤其下落，但是老公太過思念老婆，決定透過非法管道尋找老婆下落。最後查詢到了妻子心臟捐給了一個妙齡少女，沒想到這個女孩正是當年跳樓自殺導致妻子喪命的人。

## 製作
《替生》故事本來設定為90分鐘的長片，但因為沒有資金的情況下故事被濃縮成15分鐘微電影。洪馬克導演透過臉書進行群眾集資，累積到28萬元後終於開拍 。但面對資源不足情況下，拍攝11個月途中曾數次中斷，後來在未來電影日策展人林瑋倫的幫助下在2014年7月12日完成15分鐘《替生》。南拳媽媽彈頭特別為《替生》製作的電影主題曲《古早時代》，更答應洪馬克把與傅龍華共同創作的「日本時代」當作《替生》電影音樂。

## 評價
《替生》在國際影展上反應熱烈，連日本人都主動表示讚賞，洪馬克說：「我在美國猶他州鹽湖城放映之後，全場觀眾熱烈地鼓掌了兩次，鼓掌到全世界都覺得不好意思，在京都獨立電影節放映之後，有一個無老太太甚至流著眼淚跑過來找我，拜託我一定要把電影版拍出來。」
《替生》在阿布奎基影展上獲得其他參展導演甚至是影展策展人熱烈反應，在座談會上紀錄片製作人 Diane Mellen 就緊緊抱著導演洪馬克說：「我看到都哭了！」。透過美國製片Diane Mellen的牽線，洪馬克跟好萊塢重量級製片Geralyn Dreyfous在猶他州的私人別墅見面，看完《替生》之後，Geralyn Dreyfous閉著眼睛說：「哇嗚！這個作品太完美了！不管是故事、攝影、音樂還是在演員的表現上都是！」
《替生》在洛杉磯獨立影展上獲得最佳劇情片以及最佳電影歌曲，放映完畢時全場連續鼓掌三次，策展人Richard在頒獎典禮結束後對著攝影機說：「洪馬克應該來好萊塢發展的！」

## 播映記錄
截至2017年6月30日﹐ 替生獲得56個全球各地影展特殊榮譽。

## 得獎紀錄
- 2016 好萊塢國際電影獎 Hollywood International Motion Picture Awards - 最佳影片、傑出配樂、傑出男演員、傑出攝影、傑出女演員、傑出導演、傑出剪輯共八項大獎
- 2015 加拿大國際影展 Canada International Film Festival - 傑出外語片 [10][11][12]
- 2015 美國洛杉磯獨立影展 Los Angeles Independent Film Festival - 最佳劇情片獎，最佳電影歌曲[13]
- 2015 美國新墨西哥州阿布奎基影展 Albuquerque Film Festival - 最佳短片[14]
- 2015 英國比斯頓電影節 Beeston Film Festival - 入圍[15]
- 2015 美國威斯康新州綠灣電影節 Green Bay Film Festival - 入圍[16]
- 2014 美國國際金勳章影片競賽 Accolade Global Film Competition - 最佳短片[17]
- 2014 美國國際最佳短片競賽 Best Shorts Competition - 最佳電影預告片，最佳短片[9]
- 2014 美國國際獨立電影節 IndieFEST - 最佳影片，傑出電影歌曲[13]
- 2014 印尼國際年度最佳電影工作者影展 Indoesia Filmmaker of the Year Film Festival - 新人白金獎，導演金獎﹐ 特殊榮譽 [18][19][20]
- 2014 喀什米爾ACFF電影節 India Access Code Film Festival - 入圍
- 2014 美國猶他州UFF影展 Underfunded Film Festival - 第三名 [21]
- 2014 美國洛杉磯IFFCA國際電影藝術影展 International Film Festival of Cinema Arts - 入圍[22]
- 2014 日本廣島國際映畫祭 Hiroshima International Film Festival - 入圍 [23][24]

## 其他影展紀錄
- 2015 日本Shorts Shorts國際影展 Shorts Shorts Film Festival - 觀摩片 [25]
- 2015 加拿大多倫多台灣文化節 Toronto Taiwanese Culture Festival - 觀摩片 [26]
- 2015 加拿大溫哥華台灣文化節 Vancouver Taiwanese Culture Festival - 觀摩片[27]
- 2015 英國比斯頓台灣文化節 Beeston Taiwanese Culture Festival - 觀摩片
- 2015 美國亨利金穗電影節 Henley Fringe Film Festival - 入圍
- 2015 美國紐約連鎖電影節 Chain NYC Film Festival 2015 - 入圍
- 2015 美國舊金山全球電影節 San Francisco Global Movie Fest - 入圍
- 2015 美國洛杉磯卡搭莉娜國際電影節 Los Angeles Catalina International Film Festival- 入圍
- 2015 加拿大溫哥華台灣電影節 Vancouver Taiwanese Film Festival - 閉幕片[28][29]
- 2014 中華民國微電影協會 Taiwan International Youth Ambassador for Micro Movie Association - 國際青年大使[30]
- 2014 台中微電影 Great Taichung Microfilm Contribution Award - 貢獻獎
- 2014 台北好思空間藝廊月展 Haus Gallery Monthly Screening
- 2014 香港微波國際新媒體藝術節 Microwave International New Media Arts Festival - 觀摩片
- 2014 台灣青春未來影展 Youth Way-light Film Festival - 開幕片
- 2014 日本京都獨立影展 Kyoto Video Party Film Festival - 觀摩片

## 外部連結
- 互联网电影数据库（IMDb）上《替生》的资料（英文）